# Эволюционное развитие слуховых косточек млекопитающих
Эволюционное развитие слуховых косточек млекопитающих является одним из наиболее детально описанных и важных доказательств биологической эволюции. Оно демонстрирует наличие переходных форм и является хорошим примером экзаптации (использования уже имеющихся структур в целях, отличных от первоначальных).
У современных рептилий барабанная перепонка соединяется со внутренним ухом посредством единственной кости (стремя; у птиц его аналогом выступает так называемый столбик, лат. columella), тогда как и верхняя, и нижняя челюсти образуются посредством отдельных костей, которых нет у млекопитающих. В процессе эволюции млекопитающих отдельные челюстные кости рептилий (сочленовная и квадратная) изменили свою форму и функцию и «переместились» в полость среднего уха, сформировав цепь слуховых косточек (молоточек, наковальня и стремя), которые передают колебания барабанной перепонки на эндолимфу внутреннего уха более эффективно, тем самым повышая качество работы слухового анализатора.
Доказательства того, что молоточек и наковальня млекопитающих гомологичны сочленовной и квадратной костям рептилий, были изначально эмбриологическими, однако впоследствии получили и детальные палеонтологические подтверждения. В самое последнее время появились и доказательства, основанные на генетических исследованиях (см. ниже).
Развитие стремени (из гиомандибулы, лат. os hyomandibulare) является более ранним и отдельным эволюционным событием.

## Строение среднего уха у млекопитающих
Среднее ухо млекопитающих (в том числе — и человека) располагается в барабанной полости. Здесь находятся три очень маленьких косточки (в целом обозначаемые как слуховые косточки: молоточек, наковальня и стремя), которые посредством сочленений между собой представляют систему рычагов. Молоточек связан с барабанной перепонкой, через наковальню он передаёт колебания перепонки на стремя, которое, в свою очередь, связано с мембраной овального окна преддверия. Таким образом колебания барабанной перепонки передаются на мембрану овального окна, колебания которой образуют волны в эндолимфе внутреннего уха, которые в свою очередь возбуждают сенсорные клетки Кортиева органа. Эффективность действия этих «рычагов» управляется двумя небольшими мышцами, которые регулируют амплитуду движений в цепи косточек: мышцей, напрягающей барабанную перепонку (лат. Musculus tensor tympani; оттягивая рукоятку молоточка она напрягает барабанную перепонку, при этом вся система косточек смещается внутрь, а стремя вдавливается в окно преддверия) и стременной мышцей (лат. Musculus stapedius; она прикрепляется к задней ножке стремени у его головки и выполняет функцию, обратную функции предыдущей мышцы, осуществляя обратное перемещение косточек в среднем ухе от окна преддверия).
Система слуховых косточек уменьшает амплитуду механических колебаний, увеличивая при этом силу их воздействия на овальное окно преддверия (функцию слуховых косточек с определённой натяжкой можно сравнить с действием электрического трансформатора). Это в итоге повышает чувствительность Кортиева органа в целом и — особенно — в восприятии звуков высокой частоты. Развитие данной системы было вызвано выходом позвоночных на сушу (и, соответственно, переходом из водной среды обитания в воздушную среду).
В процессе эмбриогенеза млекопитающих молоточек и наковальня развиваются из первой жаберной дуги (из которых формируются и нижняя, и верхняя челюсти). Все эти костные образования иннервируются тройничным нервом (его верхнечелюстной и нижнечелюстной ветвями).
Несмотря на наличие общего плана строения среднего уха у млекопитающих, отдельные детали его анатомии (а также эффекты, производимые системой слуховых косточек) могут заметно отличаться даже у столь близких видов, как человек и шимпанзе.

## Эволюционное развитие

### Вводные замечания
Идентификация ископаемых млекопитающих на основе наличия молочных желёз невозможна, так как молочные железы и прочие особенности строения мягких тканей в окаменелостях не сохраняются. В связи с этим в палеонтологии широко используется другой важный признак (характерный даже для яйцекладущих млекопитающих, но отсутствующий у ранних синапсид, являющихся эволюционными предшественниками млекопитающих): две из костей лицевого черепа ранних амниот (использующиеся для жевания) у млекопитающих являются элементами органа слуха.
У ранних амниот (включая ящериц, крокодилов, динозавров, птиц, терапсид) сочленение нижней челюсти с прочими костями черепа образуется посредством сочленовной и квадратной костей, единственной косточкой в их среднем ухе является стремя. У млекопитающих же сустав устроен по-другому: нижняя челюсть непосредственно сочленяется с височной костью (или с чешуйчатой костью, аналогом чешуйчатой части височной кости человека, лат. pars squamosa ossis temporalis), тогда как в их среднем ухе имеются две дополнительных кости (молоточек и наковальня).

### История исследований
Гомология между челюстными костями рептилий и слуховыми косточками млекопитающих была впервые обнаружена (по данным эмбриологии и сравнительной анатомии) немецким анатомом Карлом Рейхертом в 1837 году; позднее эта теория была развита немецким анатомом Эрнстом Гауппом, который опубликовал монографию на эту тему в 1913 году, что и положило основу теории Рейхерта-Гауппа.
[…] открытие того, что молоточек и наковальня млекопитающих гомологичны висцеральным элементам челюстей рептилий […] относится к одной из важных вех в истории сравнительной биологии
Эмбриологические данные о гомологии слуховых косточек млекопитающих челюстным костям рептилий получили палеонтологическое подтверждение в 1950-х годах с обнаружением ископаемых останков рода Morganucodon. Позже появились также и доказательства, основанные на сравнительном изучении геномов млекопитающих и их эволюционных предшественников. Развитие челюстных и слуховых костей, сходное с эволюционным их развитием, легко прослеживается на протяжении онтогенеза у примитивных млекопитающих (например, у опоссумов).

### Краткое представление палеонтологических данных
Ниже приводится крайне упрощённое «семейное древо» систематических групп, имеющих отношение к предмету статьи:

| Прочие группы |                                                                            |
|               |                                                                            |
| Therapsida    | \| Прочие группы \| \| \| \| \| \| \| Mammalia (млекопитающие) \| \| \| \| |
|               | \| Прочие группы \| \| \| \| \| \| \| Mammalia (млекопитающие) \| \| \| \| |
| Прочие группы |                                                                            |
|               |                                                                            |
|               | Mammalia (млекопитающие)                                                   |
|               |                                                                            |

| Прочие группы |                          |
|               |                          |
|               | Mammalia (млекопитающие) |
|               |                          |

| Прочие группы |                                                                            |
|               |                                                                            |
| Therapsida    | \| Прочие группы \| \| \| \| \| \| \| Mammalia (млекопитающие) \| \| \| \| |
|               | \| Прочие группы \| \| \| \| \| \| \| Mammalia (млекопитающие) \| \| \| \| |
| Прочие группы |                                                                            |
|               |                                                                            |
|               | Mammalia (млекопитающие)                                                   |
|               |                                                                            |

| Прочие группы |                          |
|               |                          |
|               | Mammalia (млекопитающие) |
|               |                          |

| Прочие группы |                                                                            |
|               |                                                                            |
| Therapsida    | \| Прочие группы \| \| \| \| \| \| \| Mammalia (млекопитающие) \| \| \| \| |
|               | \| Прочие группы \| \| \| \| \| \| \| Mammalia (млекопитающие) \| \| \| \| |
| Прочие группы |                                                                            |
|               |                                                                            |
|               | Mammalia (млекопитающие)                                                   |
|               |                                                                            |

| Прочие группы |                          |
|               |                          |
|               | Mammalia (млекопитающие) |
|               |                          |

| Прочие группы |                                                                            |
|               |                                                                            |
| Therapsida    | \| Прочие группы \| \| \| \| \| \| \| Mammalia (млекопитающие) \| \| \| \| |
|               | \| Прочие группы \| \| \| \| \| \| \| Mammalia (млекопитающие) \| \| \| \| |
| Прочие группы |                                                                            |
|               |                                                                            |
|               | Mammalia (млекопитающие)                                                   |
|               |                                                                            |

| Прочие группы |                          |
|               |                          |
|               | Mammalia (млекопитающие) |
|               |                          |

| Прочие группы |                                                                            |
|               |                                                                            |
| Therapsida    | \| Прочие группы \| \| \| \| \| \| \| Mammalia (млекопитающие) \| \| \| \| |
|               | \| Прочие группы \| \| \| \| \| \| \| Mammalia (млекопитающие) \| \| \| \| |
| Прочие группы |                                                                            |
|               |                                                                            |
|               | Mammalia (млекопитающие)                                                   |
|               |                                                                            |

| Прочие группы |                          |
|               |                          |
|               | Mammalia (млекопитающие) |
|               |                          |

| Прочие группы |                                                                            |
|               |                                                                            |
| Therapsida    | \| Прочие группы \| \| \| \| \| \| \| Mammalia (млекопитающие) \| \| \| \| |
|               | \| Прочие группы \| \| \| \| \| \| \| Mammalia (млекопитающие) \| \| \| \| |
| Прочие группы |                                                                            |
|               |                                                                            |
|               | Mammalia (млекопитающие)                                                   |
|               |                                                                            |

| Прочие группы |                          |
|               |                          |
|               | Mammalia (млекопитающие) |
|               |                          |

| Прочие группы |                                                                            |
|               |                                                                            |
| Therapsida    | \| Прочие группы \| \| \| \| \| \| \| Mammalia (млекопитающие) \| \| \| \| |
|               | \| Прочие группы \| \| \| \| \| \| \| Mammalia (млекопитающие) \| \| \| \| |
| Прочие группы |                                                                            |
|               |                                                                            |
|               | Mammalia (млекопитающие)                                                   |
|               |                                                                            |

| Прочие группы |                          |
|               |                          |
|               | Mammalia (млекопитающие) |
|               |                          |

| Прочие группы |                                                                            |
|               |                                                                            |
| Therapsida    | \| Прочие группы \| \| \| \| \| \| \| Mammalia (млекопитающие) \| \| \| \| |
|               | \| Прочие группы \| \| \| \| \| \| \| Mammalia (млекопитающие) \| \| \| \| |
| Прочие группы |                                                                            |
|               |                                                                            |
|               | Mammalia (млекопитающие)                                                   |
|               |                                                                            |

| Прочие группы |                          |
|               |                          |
|               | Mammalia (млекопитающие) |
|               |                          |

| Прочие группы |                                                                            |
|               |                                                                            |
| Therapsida    | \| Прочие группы \| \| \| \| \| \| \| Mammalia (млекопитающие) \| \| \| \| |
|               | \| Прочие группы \| \| \| \| \| \| \| Mammalia (млекопитающие) \| \| \| \| |
| Прочие группы |                                                                            |
|               |                                                                            |
|               | Mammalia (млекопитающие)                                                   |
|               |                                                                            |

| Прочие группы |                          |
|               |                          |
|               | Mammalia (млекопитающие) |
|               |                          |

| Прочие группы |                                                                            |
|               |                                                                            |
| Therapsida    | \| Прочие группы \| \| \| \| \| \| \| Mammalia (млекопитающие) \| \| \| \| |
|               | \| Прочие группы \| \| \| \| \| \| \| Mammalia (млекопитающие) \| \| \| \| |
| Прочие группы |                                                                            |
|               |                                                                            |
|               | Mammalia (млекопитающие)                                                   |
|               |                                                                            |

| Прочие группы |                          |
|               |                          |
|               | Mammalia (млекопитающие) |
|               |                          |

| Прочие группы |                                                                            |
|               |                                                                            |
| Therapsida    | \| Прочие группы \| \| \| \| \| \| \| Mammalia (млекопитающие) \| \| \| \| |
|               | \| Прочие группы \| \| \| \| \| \| \| Mammalia (млекопитающие) \| \| \| \| |
| Прочие группы |                                                                            |
|               |                                                                            |
|               | Mammalia (млекопитающие)                                                   |
|               |                                                                            |

| Прочие группы |                          |
|               |                          |
|               | Mammalia (млекопитающие) |
|               |                          |

| Прочие группы |                                                                            |
|               |                                                                            |
| Therapsida    | \| Прочие группы \| \| \| \| \| \| \| Mammalia (млекопитающие) \| \| \| \| |
|               | \| Прочие группы \| \| \| \| \| \| \| Mammalia (млекопитающие) \| \| \| \| |
| Прочие группы |                                                                            |
|               |                                                                            |
|               | Mammalia (млекопитающие)                                                   |
|               |                                                                            |

| Прочие группы |                          |
|               |                          |
|               | Mammalia (млекопитающие) |
|               |                          |

| Прочие группы |                                                                            |
|               |                                                                            |
| Therapsida    | \| Прочие группы \| \| \| \| \| \| \| Mammalia (млекопитающие) \| \| \| \| |
|               | \| Прочие группы \| \| \| \| \| \| \| Mammalia (млекопитающие) \| \| \| \| |
| Прочие группы |                                                                            |
|               |                                                                            |
|               | Mammalia (млекопитающие)                                                   |
|               |                                                                            |

| Прочие группы |                          |
|               |                          |
|               | Mammalia (млекопитающие) |
|               |                          |

| Прочие группы |                                                                            |
|               |                                                                            |
| Therapsida    | \| Прочие группы \| \| \| \| \| \| \| Mammalia (млекопитающие) \| \| \| \| |
|               | \| Прочие группы \| \| \| \| \| \| \| Mammalia (млекопитающие) \| \| \| \| |
| Прочие группы |                                                                            |
|               |                                                                            |
|               | Mammalia (млекопитающие)                                                   |
|               |                                                                            |

| Прочие группы |                          |
|               |                          |
|               | Mammalia (млекопитающие) |
|               |                          |

| Прочие группы |                                                                            |
|               |                                                                            |
| Therapsida    | \| Прочие группы \| \| \| \| \| \| \| Mammalia (млекопитающие) \| \| \| \| |
|               | \| Прочие группы \| \| \| \| \| \| \| Mammalia (млекопитающие) \| \| \| \| |
| Прочие группы |                                                                            |
|               |                                                                            |
|               | Mammalia (млекопитающие)                                                   |
|               |                                                                            |

| Прочие группы |                          |
|               |                          |
|               | Mammalia (млекопитающие) |
|               |                          |

| Прочие группы |                                                                            |
|               |                                                                            |
| Therapsida    | \| Прочие группы \| \| \| \| \| \| \| Mammalia (млекопитающие) \| \| \| \| |
|               | \| Прочие группы \| \| \| \| \| \| \| Mammalia (млекопитающие) \| \| \| \| |
| Прочие группы |                                                                            |
|               |                                                                            |
|               | Mammalia (млекопитающие)                                                   |
|               |                                                                            |

| Прочие группы |                          |
|               |                          |
|               | Mammalia (млекопитающие) |
|               |                          |

Тетраподы (лат. Tetrapoda) были первыми четвероногими позвоночными, ранние из них ещё дышали жабрами. Представители клады Reptiliomorpha сочетали в себе признаки как амфибий, так и рептилий («рептило-подобные» амфибии). От них произошли так называемые Амниоты (лат. Amniota) — первые полностью наземные позвоночные. Яйца амниот имели внутреннюю оболочку, позволявшую развивающемуся зародышу дышать, удерживая при этом воду. Это позволило амниотам откладывать яйца на суше (тогда как амфибии, как правило, откладывают яйца в воде). Первые амниоты появились в позднем каменноугольном периоде, впоследствии эта группа разделилась на две приметные ветви: завропсиды (лат. Sauropsida, предшественники нынешних ящериц, крокодилов, черепах, птиц, а также динозавров и ряда других вымерших групп) и синапсиды (лат. Synapsida, предшественники нынешних млекопитающих).
Наиболее ранние известные ископаемые находки амниот датируются сроками около 320—315 миллионов лет тому назад. В целом находки позвоночных каменноугольного периода весьма редки, что затрудняет их точное датирование (вероятно, данные группы организмов появились заметно раньше, чем свидетельствуют обнаруженные находки).

#### Строение уха у ранних тетрапод и амниот
Самые ранние тетраподы и амфибии вероятней всего не имели барабанной перепонки. Её развитие происходило независимо в разных группах организмов: у стегоцефалов (наиболее примитивные амфибии), бесхвостых (группа амфибий, включающая лягушек и жаб), синапсид (млекопитающие и их вымершие предки), диапсид (крокодилы и ящерицы), анапсид (черепахи); возможно также у сеймуриаморф (группа рептилиоморфных животных) и темноспондильных (группа примитивных земноводных).
У ранних представителей клады Synapsida стремя достаточно массивно, что позволяет думать о том, что эта кость лишь поддерживала мозговой отдел черепа, но не принимала участия в работе слухового анализатора. Однако, имеются версии и о том, что уже в пермском периоде синапсиды обладали барабанной перепонкой и стременем, проводящем звуковые колебания.

#### Строение уха и челюстей у ранних терапсид
Челюсти ранних синапсид, включая и предшественников млекопитающих, были похожи на челюсти иных тетрапод того времени: нижняя челюсть состояла из зубной кости и нескольких меньших костей, расположенных сзади от неё. Челюстной сустав образовывался сочленовной костью нижней челюсти и квадратной костью верхней челюсти. Ранние пеликозавры (поздний каменноугольный период и ранний пермский) вероятней всего не имели барабанной перепонки, и их массивные стремена поддерживали череп (нижние концы стремян опирались на квадратные кости). Однако у терапсид, вероятней всего, уже имелись барабанные перепонки, вероятно связанные с квадратными костями; в этом случае стремена уже функционировали скорее как слуховые кости, а не служили для поддержки черепа. Таким образом квадратные кости терпасид выполняли двойную функцию: образовывали челюстной сустав и были частью органа слуха.

#### Челюсти с двойными суставами
Во время пермского и раннего триасового периодов зубные кости терапсид (включая предшественников млекопитающих) неуклонно увеличивались в размере, тогда как остальные челюстные кости становились всё меньше. Со временем зубная кость достигла контакта с чешуйчатой костью (кость верхней челюсти, располагающаяся спереди от квадратной), что привело к образованию двух одновременно функционирующих челюстных суставов: переднего, характерного для млекопитающих (между зубной и чешуйчатой костями) и заднего, характерного для рептилий (между квадратной и сочленовной костями). Такой «двойной сустав» обнаруживается у поздних цинодонтов и ранних представителей клады Mammaliaformes (маммалиаформ). Род Morganucodon является одним из первых обнаруженных и наиболее детально изученных представителей маммалиаформ, так как останков морганукодонов было обнаружено необычайно много. Morganucodon в отношении наличия двойных челюстных суставов является практически идеальной переходной формой между терапсидами и типичными млекопитающими.

#### Строение челюстей и среднего уха маммалиаформ
По мере того, как в триасовом периоде зубная кость предшественников млекопитающих продолжала увеличиваться, более старый в эволюционном отношении сустав между квадратной и сочленовной костями перестал использоваться. Угловая кость значительно уменьшилась в размерах и трансформировалась в барабанную кость (os tympanicum), у человека соответствующую барабанной части височной кости (pars tympanica ossis temporalis). Сочленовная и квадратная кости (ранее формировавшие челюстной сустав) потеряли связь с нижней челюстью (которая стала образовываться одной лишь зубной костью) и сохранили связь лишь со стременем, трансформировавшись, соответственно, в молоточек и наковальню.
Подобная перестройка у маммалиаформ происходила как минимум дважды. Вымерший отряд Multituberculata, живший в среднем юрском периоде — раннем олигоцене (160 миллионов лет назад — 35 миллионов лет назад), уже имел челюстные суставы, образованные лишь зубной и чешуйчатой костями, тогда как квадратная и сочленовная кости у его представителей являлись частью среднего уха; однако отдельные особенности строения их зубов, челюстей и черепов значительно отличают их от нынешних млекопитающих.
В отношении более близких эволюционных предков современных млекопитающих следует упомянуть род Hadrocodium (найденные останки датируются 195 миллионами лет назад, ранний юрский период), строение челюстей которого позволяет предположить, что он (или же род очень близкий к нему) мог быть первым, у которого среднее ухо устроено наиболее сходно со средним ухом нынешних млекопитающих: у этих животных отсутствовала специфическая вырезка (углубление) в задней части нижней челюсти, над которой натягивалась барабанная перепонка у терапсид и самых ранних маммалиаформ; отсутствие данной вырезки позволяет думать о том, что у Hadrocodium среднее ухо ушло вглубь костей мозгового черепа, как и у млекопитающих, и, следовательно, бывшие сочленовная и квадратная кости переместились в среднее ухо, став молоточком и наковальней. С другой стороны, у Hadrocodium имеется своеобразный «карман» на задней части зубной кости, отсутствующий у млекопитающих, что может являться признаком того, что зубная кость у данного рода сохранила ту же форму, как если бы сочленовная и квадратная кости по-прежнему продолжали бы участвовать в формировании челюстного сустава.
Относительно недавно была обнаружена переходная форма примитивного млекопитающего Yanoconodon (возрастом около 125 миллионов лет назад, ранний меловой период), у которого слуховые косточки уже отделены от челюсти и служат исключительно для слуха, хоть ещё и сохраняют слабую связь с челюстью посредством оссифицированного Меккелева хряща, который у более развитых млекопитающих не сохраняется («растворяется») во время внутриутробного развития.

## Влияние эволюционного развития слуховых косточек на слух млекопитающих
Развитие слуховых косточек способствовало заметному улучшению слуха млекопитающих по сравнению с их эволюционными предшественниками, особенно в отношении восприятия высоких звуковых частот. Удельное акустическое сопротивление жидкостей внутреннего уха выше, чем удельное акустическое сопротивление воздуха; трансформационный механизм среднего уха способствует «выравниванию» этих сопротивлений, работая по принципу системы согласования полных сопротивлений (англ. Impedance matching), аналогию чему можно увидеть в работе электрического трансформатора. Слуховые косточки создают систему рычагов (рукоятка молоточка в полтора раза длиннее отростка наковальни), передающих колебания с барабанной перепонки на мембрану овального окна (площади которых соотносятся у человека примерно как 20:1). Кроме того, мышцы среднего уха, регулируя амплитуду колебаний слуховых косточек, способствуют адаптации органа слуха к работе в условиях разной амплитуды звуковых сигналов.
Естественный отбор мог поспособствовать развитию и сохранению нынешнего строения внутреннего уха у млекопитающих. Многие из ранних млекопитающих и их предшественников были весьма малы, строение их зубов является признаком того, что они являлись насекомоядными. Если уже ранние млекопитающие были теплокровными (как и нынешние), то они вполне могли вести ночной образ жизни, занимая экологические ниши, недоступные большим динозаврам, доминировавшим в то время в земной фауне. Чуткий слух (особенно в высокочастотном диапазоне) мог быть крайне полезен в ночное время, особенно в обнаружении насекомых.

## Резюме
Стремя как слуховая косточка имеется у многих тетрапод, однако характерной чертой млекопитающих (отличающей их от рептилий и других позвоночных) является наличие двух дополнительных слуховых косточек (молоточка и наковальни). Уже в начале XIX века на основе эмбриологических данных была высказана гипотеза о том, что эти косточки являются гомологичными отдельным челюстным костям рептилий (сочленовной и квадратной). Данная гипотеза подтверждалась не только наличием «прообразов» данных костей во внутриутробном развитии, но и такими деталями анатомии, как ход черепных нервов.
По мере развития эволюционной биологии данное эмбриологическое соответствие стало рассматриваться как доказательство наличия общего предка. По мере развития палеонтологии были обнаружены как соответствующие предки, так и переходные формы (у которых наблюдалось изменение формы челюстных костей и превращение последних в слуховые косточки): род Morganucodon и некоторые другие. Впоследствии появились и данные, основанные на генетических исследованиях, подтверждающие ранее высказанные предположения. Всё это послужило замечательным доказательством того, как данные разных наук и методов (эмбриологии, сравнительной анатомии, эволюционной биологии и генетики) могут соответствовать друг другу.
Самые первые млекопитающие были большей частью небольшими животными, вероятней всего — насекомоядными, что позволяет предположить, что крупные челюсти были им не нужны, тогда как более важным для обнаружения насекомых было для них развитие слуха, особо чувствительного к высоким частотам. Естественный отбор вполне мог поддержать данное направление развития.